# Lutz Eigendorf
Lutz Eigendorf (Brandenburg an der Havel, 16 juli 1956 – Braunschweig, 7 maart 1983) was een Duits voetballer. De middenvelder, die 6 interlands voor de DDR speelde, vluchtte in het voorjaar van 1979 naar de Bondsrepubliek. Vier jaar later kwam Eigendorf om het leven bij een eenzijdig verkeersongeval dat naar alle waarschijnlijkheid door de Oost-Duitse geheime dienst, de Stasi was opgezet.

## Loopbaan
Eigendorf begon met voetballen bij Motor Süd Brandenburg en stapte in 1970 over naar de jeugdopleiding van BFC Dynamo Berlin, de club van de Oost-Duitse volkspolizei en Stasi (staatsveiligheid) die voorgezeten werd door Stasi-chef Erich Mielke. Vanaf 1974 speelde hij voor Dynamo 100 Oberliga-wedstrijden, waarbij hij 7 keer scoorde. De getalenteerde Lutz Eigendorf werd in zijn jonge jaren de Beckenbauer van de DDR genoemd. Op zijn 22ste, op 30 augustus 1978 debuteerde hij in de nationale ploeg. Deze wedstrijd tegen Bulgarije eindigde met een 2-2 gelijkspel, waarbij beide doelpunten door Eigendorf gemaakt werden. 
Op 20 maart 1979 speelde BFC Dynamo een vriendschappelijke wedstrijd tegen 1. FC Kaiserslautern. Zwaar gefrustreerd door het verstikkende klimaat en autoritaire beleid van het communistische regime, maakte Eigendorf van de gelegenheid gebruik om over te lopen en in de West-Duitse Bondsrepubliek te blijven. De UEFA schorste Eigendorf voor één jaar vanwege zijn clubwissel. In deze tijd werkte Eigendorf als jeugdtrainer bij 1. FC Kaiserslautern.

## Verdacht overlijden
Op de avond van 5 maart 1983 verongelukte Eigendorf met zijn Alfa Romeo in een flauwe bocht van de Braunschweiger Forststrasse. Anderhalve dag later overleed hij, 26 jaar oud en contractspeler van Eintracht Braunschweig, aan zijn verwondingen met een onwaarschijnlijk hoog alcoholgehalte in zijn bloed. Direct rees het vermoeden dat de Stasi, de hand had gehad in dit (geënsceneerde) ongeval. Na de Duitse hereniging werden de Stasi-archieven toegankelijk. Hieruit bleek dat Eigendorf inderdaad een doelwit was geweest van de geheime dienst. Dat de Stasi ook direct verantwoordelijk was voor het ongeval in 1983 was echter in de Stasi-archieven niet terug te vinden.
Ene Karl-Heinz F. verklaarde begin 2010 ongevraagd dat hij destijds van het Ministerium fur Staatssicherheit de opdracht had gekregen om Eigendorf te liquideren. Hij ontkende deze opdracht ook te hebben uitgevoerd, maar gaf met zijn bekentenis wel toe dat de geheime dienst, en dan vooral Minister van Staatsveiligheid Erich Mielke, de getalenteerde voetballer dood wilde hebben. Mielke, diep beledigd over de "(vaandel)vlucht uit en het verraad tegenover de DDR", had bij het overlopen van Eigendorf in 1979 naar het "fascistische" Westen, gezworen op wraak.

## Erelijst
BFC Dynamo Berlin
- DDR-Oberliga

1979